# Кулябіно
Куля́біно (рос. Кулябино) — присілок в Увинському районі Удмуртії, Росія.

## Населення
Населення — 415 осіб (2010; 439 в 2002).
Національний склад станом на 2002 рік:
- росіяни — 53 %
- удмурти — 47 %

## Урбаноніми[3]
- вулиці — 40 років Перемоги, Колгоспна, Лісова, Радянська, Шкільна